# Hieracium ciliatissimum
Hieracium ciliatissimum es una especie de planta con flor del género Hieracium, de la familia Asteraceae, orden Asterales.

## Distribución
Hieracium ciliatissimum se distribuye por Noruega.

## Taxonomía
Fue descrita científicamente por Elfstr. ex Omang. Fue publicada en Nyt Mag. Naturvidensk. 87: 169 (1949).